# Распределение Коши
Распределе́ние Коши́ в теории вероятностей (также называемое в физике распределе́нием Ло́ренца и распределе́нием Бре́йта — Ви́гнера) — класс абсолютно непрерывных распределений. Случайная величина, имеющая распределение Коши, является классическим примером величины, не имеющей математического ожидания и дисперсии.

## Определение
Пусть распределение случайной величины {\displaystyle X} задаётся плотностью {\displaystyle f_{X}(x)}, имеющей вид:
{\displaystyle f_{X}(x)={\frac {1}{\pi \gamma \left[1+\left({\frac {x-x_{0}}{\gamma }}\right)^{2}\right]}}={1 \over \pi }\left[{\gamma  \over (x-x_{0})^{2}+\gamma ^{2}}\right]},
где
- {\displaystyle x_{0}\in \mathbb {R} } — параметр сдвига;
- {\displaystyle \gamma >0} — параметр масштаба.

Тогда говорят, что {\displaystyle X} имеет распределение Коши и пишут {\displaystyle X\sim \mathrm {C} (x_{0},\gamma )}. Если {\displaystyle x_{0}=0} и {\displaystyle \gamma =1}, то такое распределение называется станда́ртным распределением Коши.

## Функция распределения
Функция распределения Коши имеет вид:
{\displaystyle F_{X}(x)={\frac {1}{\pi }}\,\mathrm {arctg} \,\left({\frac {x-x_{0}}{\gamma }}\right)+{\frac {1}{2}}}.
Она строго возрастает и имеет обратную функцию:
{\displaystyle F_{X}^{-1}(x)=x_{0}+\gamma \,\mathrm {tg} \,\left[\pi \,\left(x-{1 \over 2}\right)\right].}
Это позволяет генерировать выборку из распределения Коши с помощью метода обратного преобразования.

## Моменты
Так как интеграл Лебега
{\displaystyle \int \limits _{-\infty }^{\infty }\!x^{\alpha }f_{X}(x)\,dx}
не определён для {\displaystyle \alpha \geqslant 1}, ни математическое ожидание
(хотя интеграл 1-го момента в смысле главного значения равен: {\displaystyle \lim \limits _{c\rightarrow \infty }\int \limits _{-c}^{c}x\cdot {1 \over \pi }\left[{\gamma  \over (x-x_{0})^{2}+\gamma ^{2}}\right]\,dx=x_{0}}
), ни дисперсия, ни моменты старших порядков этого распределения не определены. Иногда говорят, что математическое ожидание не определено, а дисперсия бесконечна.

## Другие свойства
- Распределение Коши бесконечно делимо.
- Распределение Коши устойчиво. В частности, выборочное среднее выборки из стандартного распределения Коши само имеет стандартное распределение Коши: если {\displaystyle X_{1},\ldots ,X_{n}\sim \mathrm {C} (0,1)}, то

{\displaystyle {\overline {X}}={\frac {1}{n}}\sum \limits _{i=1}^{n}X_{i}\sim \mathrm {C} (0,1)}

## Связь с другими распределениями
- Если {\displaystyle U\sim U[0,1]}, то

{\displaystyle x_{0}+\gamma \,\mathrm {tg} \,\left[\pi \left(U-{1 \over 2}\right)\right]\sim \mathrm {C} (x_{0},\gamma )}.
- Если {\displaystyle X_{1},X_{2}} — независимые нормальные случайные величины, такие что {\displaystyle X_{i}\sim \mathrm {N} (0,1),\;i=1,2}, то

{\displaystyle {\frac {X_{1}}{X_{2}}}\sim \mathrm {C} (0,1)}.
- Стандартное распределение Коши является частным случаем распределения Стьюдента:

{\displaystyle \mathrm {C} (0,1)\equiv \mathrm {t} (1)}.

## Появление в практических задачах
- Распределением Коши характеризуется длина отрезка, отсекаемого на оси абсцисс прямой, закреплённой в точке на оси ординат, если угол между прямой и осью ординат имеет равномерное распределение на интервале (−π; π) (то есть направление прямой изотропно на плоскости). По сути это означает следующее[1]:

Если {\displaystyle U\sim U[0,1]}, то {\displaystyle \pi \ \left(U-{1 \over 2}\right)\sim } {\displaystyle U}(−{\displaystyle \pi /2,\pi /2}), поэтому {\displaystyle \mathrm {tg} \,\left[\pi \left(U-{1 \over 2}\right)\right]\sim \mathrm {C} (0,1)}. В силу периодичности тангенса равномерность на интервале (−π/2; π/2) одновременно означает равномерность на интервале (−π; π).
- В физике распределением Коши (называемым также формой Лоренца) описываются профили равномерно уширенных спектральных линий.
- Распределение Коши описывает амплитудно-частотные характеристики линейных колебательных систем в окрестности резонансных частот.